# Бадыков, Рашит Газизович
Рашит Газизович Бадыков (род. 1932) — советский и российский врач-хирург-онколог,  доктор медицинских наук. Заслуженный врач Башкирской АССР (1975). Заслуженный врач РСФСР (1986). Почётный гражданин Уфы (1994).

## Биография
Родился 20 июля 1932 года в деревне Митро-Аюп Чекмагушевского района, Башкирской АССР в крестьянской семье. 
С 1942 года, в период Великой Отечественной войны, в возрасте десяти лет, Р. Г. Бадыков начал свою трудовую деятельность в местном колхозе, работал наравне со взрослыми.
С 1950 года после окончания средней школы и получения среднего образования, с 1950 по 1956 годы обучался в Башкирском государственном медицинском институте. С 1956 по 1960 годы работал — врачом-хирургом в Кандрывской сельской участковой больнице Туймазинского района. С 1960 по 1962 года проходил обучение в клинической ординатуре на кафедре общей хирургии Башкирского государственного медицинского института. 
С 1962 года работал — хирургом-онкологом, с 1966 года — начальником хирургического отделения общей онкологии Башкирского республиканского онкологического диспансера. С 1968 года Р. Г. Бадыковым на базе хирургического отделения общей онкологии, было создано — отделение торакальной онкологии, благодаря сотрудничеству Р. Г. Бадыкова возглавившее это отделение, с НИЦ онкологии имени Н. Н. Блохина и Московским НИОИ имени П. А. Герцена, отделение торакальной онкологии в последующем стало одним из ведущих в стране по оказанию высококвалифицированной онкологической помощи населению. За многолетний период в должности заведующего отделением торакальной онкологии, Р. Г. Бадыковым было выполнено свыше тринадцати тысяч сложнейших операций.  
В 1968 году Р. Г. Бадыкову первому в Башкирской АССР была присвоена квалификация — хирург-онколог высшей категории. 
Помимо руководства отделением торакальной онкологии с 1968 по 1976 годы Р. Г. Бадыков занимал должность — главного внештатного онколога Министерства здравоохранения Башкирской АССР, с 1969 по 1974 годы был членом Правления научного общества хирургов Башкирской АССР, с 1962 года является секретарём и членом Правления научного общества онкологов Республики Башкортостан. С 2001 по 2009 годы  Р. Г. Бадыков являлся членом диссертационного совета по онкологии Минздрава Российской Федерации. Р. Г Бадыков был постоянным участником международных Всесоюзных и Всероссийских конгрессов, симпозиумов, конференций и съездов по онкологии.
В 1975 году Р. Г. Бадыков защитил диссертацию на соискание учёной степени кандидата медицинских наук, в 2000 году — доктора медицинских наук. Р. Г. Бадыков является автором около 160 научных работ в области онкологической хирургии.
В 1975 году  «за заслуги в области народного здравоохранения» Р. Г. Бадыкову  было присвоено почётное звание — Заслуженный врач Башкирской АССР, в 1986 году — Заслуженный врач РСФСР.
В 1994 году Р. Г. Бадыкову «за большой личный вклад в социально-экономическое развитие Уфы» было присвоено почётное звание — Почётный гражданин Уфы.

## Награды
- Орден Дружбы (22.05.2000[4])
- Медаль «За доблестный труд в Великой Отечественной войне 1941—1945 гг.»
- Медаль «Ветеран труда»
- Медаль «В ознаменование 100-летия со дня рождения Владимира Ильича Ленина»
- Орден Салавата Юлаева (2012)

### Звания
- Заслуженный врач Башкирской АССР (1975).
- Заслуженный врач РСФСР (1986[3])
- Почётный гражданин Уфы (1994[1])